# Luiz Henrique da Silveira

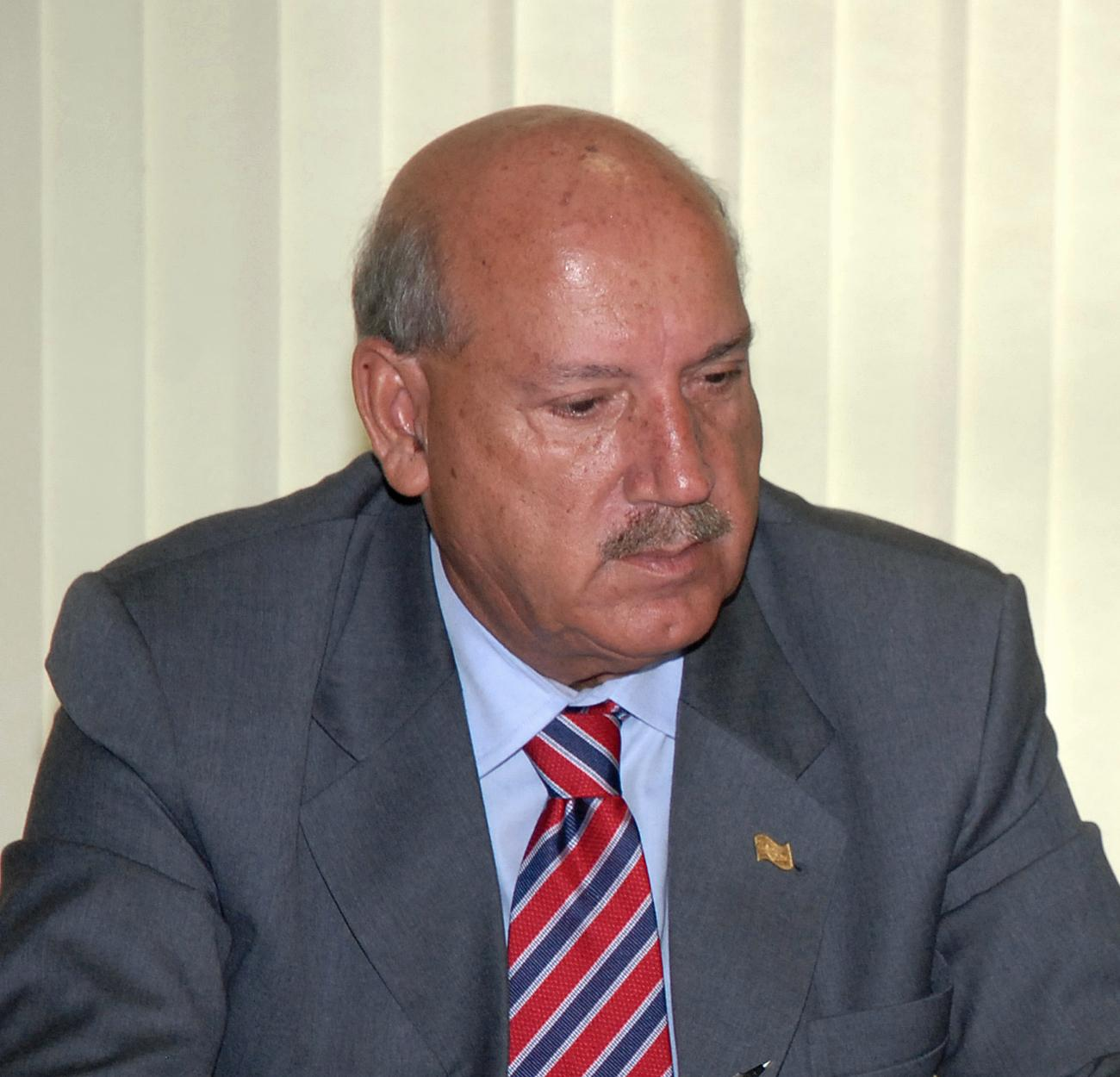
Luiz Henrique da Silveira

Luiz Henrique da Silveira (* 25. Februar 1940 in Blumenau; † 10. Mai 2015 in Joinville) war ein brasilianischer Anwalt und Politiker der Partei der Brasilianischen Demokratischen Bewegung.
Er war bereits Bürgermeister von Joinville, bevor er vom 1. Januar 2003 bis zum 9. April 2006 Gouverneur von Santa Catarina wurde. Er trat zurück, um sich ganz dem Wahlkampf für seine Wiederwahl im Oktober 2006 widmen zu können. Es gelang ihm tatsächlich, mit einer Mehrheit von 52,7 % der abgegebenen gültigen Stimmen ab 1. Januar 2007 zum zweiten Male Gouverneur des brasilianischen Bundesstaates zu werden. Allerdings wurde seine Wahl von einer Koalition der Oppositionsparteien angefochten, die ihm Inanspruchnahme von ungerechtfertigten Vorteilen und Rückendeckung durch die Regierung des Bundesstaates Santa Catarina vorwarfen. Während seines Ausscheidens aus dem Amt führte sein ehemaliger Stellvertreter Eduardo Pinho Moreira die Amtsgeschäfte.